# Milly Scott
Milly Scott, officiële naam Marion Henriëtte Louise Molly (Den Helder, 29 december 1933), is een Nederlands zangeres en actrice van Surinaamse afkomst. Als zangeres deed ze onder meer mee aan het Eurovisiesongfestival.

## Eurovisiesongfestival
Voor het Eurovisiesongfestival 1966 deed Scott mee voor Nederland met het rumbaliedje Fernando en Filippo. Ze werd met dit liedje 15e van de 18 deelnemers. Het wordt vaak gezien als de eerste 'zwarte' act die Nederland naar het Songfestival stuurde. Anneke Grönloh ging Scott weliswaar twee jaar eerder voor met Jij bent mijn leven, maar haar muziek wordt allerminst beschouwd als exotisch of 'zwart'.

## Actrice

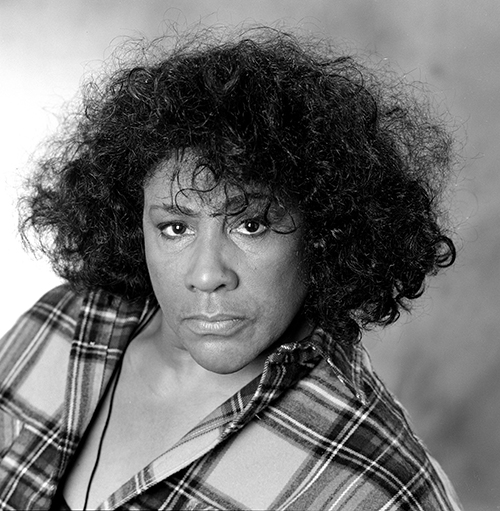
Milly Scott in 1994 (als Baby Miller in Vrouwenvleugel)

Naast zangeres is Scott actrice. Zij speelde onder andere in Vrouwenvleugel, waar ze de rol van Baby Miller op zich nam. Ze speelde een 'zwarte met een blank hart', waarbij Baby zich gedurende de serie realiseert dat de racistische gevoelens die ze heeft jegens zwarten onterecht zijn en haar zijn ingegeven door haar adoptiemoeder.
Milly Scott heeft ook op de planken gestaan met Nonsens, waar ze samen met Nelly Frijda, Josine van Dalsum, Nelleke Burg en Lia Bolte de hoofdrollen vertolkte als nonnen die in geldnood zaten.
In de Nederlandstalige versie van de Disneytekenfilm Frank en Frey sprak ze de stem in van Mama Uil.